# Лейка, Кондрат Тодорович
Кондра́т То́дорович Ле́йка (бел. Кандрат Тодаравіч Лейка; 17 сентября 1860, Збочно, Гродненская губерния — 16 сентября 1921, Здолбунов, Волынское воеводство) — белорусский писатель, прозаик, драматург и педагог.

## Биография
Родился в селе Збочно.
Окончил Озерницкое народное училище в 1876 году и Свислочскую учительскую семинарию в 1879 году. С 1879 года по направлению работал учителем в Коссово, тогда же начал писать стихи для детей (с 1883 года сохранились его поэзии «Сорока», «Песня ласточки», «Черногуз»).
В 1884 году из-за обострения болезни переезжает в Украину. Работает в Линевском начальном народном училище, а с 1885 — Основянском. В 1896 году его назначают начальником училища для слепых детей в Харькове. На этом посту зарекомендовал себя как опытный педагог и отличный специалист. Он также боролся за гражданские права незрячих, отстаивал для них бесплатное образование, трудоустройство и право на пенсию.
Совершенствовал свою педагогическую квалификацию, посещая лекции в Харьковском университете, также прошёл специальные курсы в Петербурге. Активно печатался в харьковских русскоязычных газетах «Южный край» и «Харьковские губернские ведомости», а также в петербургском специализированном журнале «Слепец».
В 1905 году был уволен как «неблагонадёжный» (после этого училище пришло в упадок). Некоторое время работал преподавателем русского языка в Елизаветградском коммерческом училище и частной женской гимназии. С 1911 года — заведующий учебным отделом в Валковском уездном земстве Харьковской губернии.

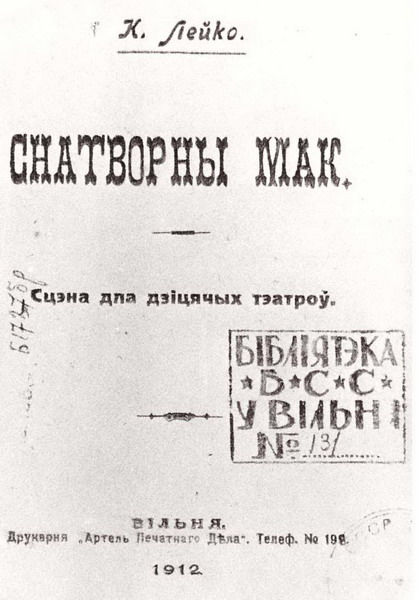
«Снотворный мак». 1912

В этот период активизируется его писательская деятельность. Печатает рассказы и стихи в знаменитой вильнюсской белорусоязычной газете «Наша Нива» и других белорусских изданиях. Выдающимся достижением является его пьеса «Снотворный мак» (1912) — первый образец белорусской драматургии для детей. Также переводил с украинского на белорусский. Национальная направленность его произведений ярко проявилась в рассказе «Таклюся-сухотниця», где героиня задаётся вопросом: «Когда всем людям будет позволено учиться и молиться на родном языке?».
В 1914 году Янка Купала пытался издать сборник произведений Лейки, но это не произошло из-за начала Первой мировой войны.
В начале 1918 года Лейка был парализован, что заставило его покинуть службу и переехать на Волынь в Здолбунов к брату Ивану, где он и умер.
В 2015 году в издательстве «Кнігазбор» вышел сборник К. Лейки «Пан Трудоўскі», его составитель — Сергей Чигрин, много лет собирал произведения автора по архивам и библиотекам, он же написал к сборнику предисловие и составил комментарии.

## Произведения
Поэзии
- Сарока
- Песня ластаўкі
- Бусел
- Навальніца
- Дзед і баба
- Над калыскаю
- Ядзерац
- Рабко
- Пчолы
- Песня семінарыстаў на вечарынцы
- Напрадвесні
- Зязюлька
- Апошнія хвіліны

Рассказы
- Успамін
- Кульгавы дзядзька Раман
- Таклюся-сухотніца
- Лес шуміць
- Панас Крэнт
- Абмылка
- Пан Трудоўскі

Драматургия
- Снатворны мак

Избранные статьи из «Харьковских губернских ведомостей» (на русском языке)
- Возможность особого кустарного промысла в с. Основе (04.10.1889)
- Земля Основянской школы (20.04.1890)
- Григорий Фёдорович Квитка-Основьяненко (08.08.1893)
- Земство и кустарная промышленность [про плетіння кошиків в училищі для сліпих] (15.04.1907)